# Synaptomys borealis
Espèce
Statut de conservation UICN

 LC  : Préoccupation mineure
le Campagnol-lemming boréal (Synaptomys borealis) est une espèce de rongeurs de la famille des Cricétidés.

## Répartition et habitat
On le trouve au Canada et aux États-Unis. Il vit dans une grande variété d'habitats humides. On le trouve notamment dans les prairies de haute altitude, dans les forêts de pins, de sapins et d'épicéas, les tourbières de sphaignes et dans les zones ripariennes.